# Tutameia – Terceiras Estórias
Tutameia – Terceiras Estórias é um livro de contos de Guimarães Rosa, com histórias extremamente curtas que rompem com o estilo até então cultivado pelo escritor. O conjunto de 40 contos foi disposto em ordem alfabética e representa uma enorme capacidade de síntese.
O livro foi publicado em 1967, poucos meses antes da morte de Guimarães Rosa.

Sobre a palavra Tutameia
Na amplitude infinita e labiríntica dos caminhos, o homem depara-se com as formas indefinidas, com seres híbridos que subtraem a clareza definitiva e em que a lógica torna-se ninharia, quiriquiri, quase nada, expressões que encontram correspondência e se somam aos demais termos que conferem o sentido de nonada, sinônimo da palavra tutameia.